# Кревсун Юлія Юріївна
Юлія Юріївна Кревсун (Гуртовенко) (нар. 8 грудня 1980, м. Вінниця, Україна) — українська легкоатлетка, бігунка на середні дистанції, яка спеціалізується на бігу на 800 м, майстер спорту міжнародного класу. Учасниця Олімпійських ігор в Пекіні та Лондоні.

## Біографія
Юлія Кревсун народилася 8 грудня 1980 р. в м. Вінниця у спортивній сім'ї. Її матір, Мілітіна Москвіна, також колишня бігунка на 800 метрів, перший тренер Юлії, пізніше — тренер-викладач в Донецькому вищому училищі олімпійського резерву ім. С. Бубки. Батько Юлії займався стрільбою. Юлія пробувала свої сили в різних видах легкої атлетики: спортивній ходьбі, бігу на 10 км, і лише у 1997 році зупинилась на бігу на 800 метрів.
У 1997 році Юлія разом з сім'єю переїжджає до Харкова, де вступає до Харківської державної академії фізичної культури. Там вона знайомиться з майбутнім чоловіком Володимиром Кревсуном, боксером-аматором, а наступного року народжує дочку Анастасію.

## Спортивні досягнення
У 1999 році на своїх перших великих міжнародних змаганнях Юлія Кревсун здобула медаль — вона була другою на Чемпіонаті Європи серед юніорів в Ризі з особистим рекордом 2:03.81 секунда. 2 липня 2001 р. вона здобула срібло на Чемпіонаті України з новим особистим рекордом (2.01.97 секунд), що дозволило їй взяти участь в Чемпіонаті Європи серед спортсменів віком до 23 років (U-23). У фіналі на 800 м Юлія була п'ятою з результатом 2.04.23 секунди, а в естафеті 4×400 м вона у складі збірної України виборола бронзу. 

Наступного року Кревсун виграла Чемпіонаті України та відібралася на Чемпіонат Європи з легкої атлетики 2002 у Мюнхені, проте не змогла вийти в фінал. У 2003 році спортсменка увійшла до складу збірної України на Чемпіонат світу з легкої атлетики. Проте у зв'язку з незадовільними результатами Юлія вирішила завершити кар'єру та присвятити себе сім'ї. У 1998 році Юлія народила дочку Настю.

Через кілька років після народження дитини Юлія вирішила повернутись в легку атлетику і наприкінці 2005 року почала знову тренуватись. Після програшу Наталії Тобіас на Чемпіонаті України у 2006 році Юлія Кревсун вирішила змінити тренера і почала займатись разом із Іриною Ліщинською у її чоловіка Ігора Ліщинського. На Чемпіонаті Європи з легкої атлетики в приміщенні у 2007 році вона не змогла пробитись у фінал, проте встановила особистий рекорд в бігу на 800 м в приміщенні — 2.01.04 секунди.
У липні того ж року Кревсун виграла срібло на Кубку Європи, та вперше вибігла з 2-х хвилин: на Чемпіонаті України Юлія здобула золото та встановила новий особистий рекорд — 1.59.60 секунд.
На Літній Універсіаді в Бангкоку вона завоювала золото та показала найкращий світовий результат в сезоні — 1.57.63 секунди. Проте на Чемпіонаті світу в Японії Юлія не змогла вийти навіть до півфіналу.
У 2008 році Юлія дебютувала на змаганнях Золотої ліги в Берліні, де була другою. В Осло атлетка була 4-ю, а в Римі піднялась на третю сходинку. На Олімпіаді в Пекіні Юлія у півфіналі встановила новий особистий рекорд 1:57.32 секунди, проте у фіналі не змогла дістатись п'єдесталу та фінішувала лише 7-ю з результатом 1:58.73 секунди.
У 2009 році Юлія знову виграла Кубок України, а у Лейрії на Командному чемпіонаті Європи вона показала найкращий результат сезону у світі. Завдяки цим досягненням Національний олімпійський комітет України визнав Юлію Кревсун найкращою спортсменкою червня. На Чемпіонаті світу 2009 року Юлія посіла четверту сходинку у своїй дисципліні з найкращим особистим результатом в сезоні.
У 2010 році Юлія виступала на Чемпіонаті світу з легкої атлетики в приміщенні, що проходив в Досі, та на Чемпіонаті Європи в Барселоні, проте до фіналу не потрапила. Найкращі результати Юлія показала на етапі Діамантової ліги в Ґейтсхеді, де здобула бронзу.
У 2011 році на Чемпіонаті світу в корейському Тегу Юлія пройшла до півфіналу, проте до фінального забігу не пробилась.
На Лондонській Олімпіаді 2012 року виступи Юлії завершились після першого забігу, де вона після 400 м зійшла з дистанції.
З літа 2015 року Юлія працює тренером із загальнофізичної підготовки у футбольному клубі «Геліос» (Харків).

## Статистика

### Рекорди змагань
| Рік  | Турнір                                                      | Місце проведення           | Результат      | Дистанція |
| ---- | ----------------------------------------------------------- | -------------------------- | -------------- | --------- |
| 1999 | Чемпіонаті Європи серед юніорів                             | Рига, Латвія               | 2              | 800 м     |
| 2001 | Чемпіонат Європи серед спортсменів віком до 23 років (U-23) | Амстердам, Нідерланди      | 5              | 800 м     |
| 2002 | Кубок Європи                                                | Ансі, Франція              | 6              | 800 м     |
| 2002 | Чемпіонат Європи з легкої атлетики                          | Мюнхен, Німеччина          | 7 (1 забіг)    | 800 м     |
| 2003 | Чемпіонат світу з легкої атлетики                           | Париж, Франція             | 5 (4 забіг)    | 800 м     |
| 2007 | Чемпіонат Європи з легкої атлетики в приміщенні             | Бірмінгем, Велика Британія | 4 (1 півфінал) | 800 м     |
| 2007 | Кубок Європи                                                | Мюнхен, Німеччина          | 2              | 800 м     |
| 2007 | Літня Універсіада                                           | Бангкок, Таїланд           | 1              | 800 м     |
| 2007 | Чемпіонат світу                                             | Осака, Японія              | 5 (4 забіг)    | 800 м     |
| 2008 | Літні Олімпійські ігри в Пекіні                             | Пекін, Китай               | 7              | 800 м     |
| 2008 | Всесвітній легкоатлетичний фінал                            | Штутґарт, Німеччина        | 8              | 800 м     |
| 2009 | Командний чемпіонат Європи                                  | Лейрія, Португалія         | 1              | 800 м     |
| 2009 | Чемпіонат світу                                             | Берлін, Німеччина          | 4              | 800 м     |
| 2010 | Чемпіонат світу з легкої атлетики в приміщенні              | Доха, Катар                | 5 (1 забіг)    | 800 м     |
| 2010 | Чемпіонат Європи                                            | Барселона, Іспанія         | 5 (2 забіг)    | 800 м     |
| 2011 | Чемпіонат світу                                             | Тегу, Південна Корея       | 8 (3 півфінал) | 800 м     |

### Особисті рекорди
| Дисципліна            | Час     | Місце проведення   | Дата           |
| --------------------- | ------- | ------------------ | -------------- |
| біг на 400 метрів     | 52.45   | Київ, Україна      | 3 серпня 2007  |
| біг на 800 метрів     | 1:57.32 | Пекін, Китай       | 16 серпня 2008 |
| біг на 1000 метрів    | 2:41.65 | Стамбул, Туреччина | 3 червня 2006  |
| біг на 1500 метрів    | 4:06.50 | Ялта, Україна      | 12 червня 2012 |
| естафета 4х400 метрів | 3:29.50 | Барселона, Іспанія | 31 липня 2010  |

| Дисципліна            | Час     | Місце проведення           | Дата           |
| --------------------- | ------- | -------------------------- | -------------- |
| біг на 400 метрів     | 54.51   | Суми, Україна              | 22 січня 2008  |
| біг на 800 метрів     | 2:00.36 | Бірмінгем, Велика Британія | 20 лютого 2010 |
| біг на 1000 метрів    | 2:39.53 | Москва, Росія              | 6 лютого 2011  |
| біг на 1500 метрів    | 4:13.43 | Гент, Бельгія              | 4 лютого 2007  |
| естафета 4х400 метрів | 3:37.91 | Суми, Україна              | 18 лютого 2012 |

- Інформація взята з профілю ІААФ.[17] та Діамантової ліги[18]